# Velká nad Veličkou
Velká nad Veličkou (in tedesco Welka) è un comune della Repubblica Ceca facente parte del distretto di Hodonín, in Moravia Meridionale.

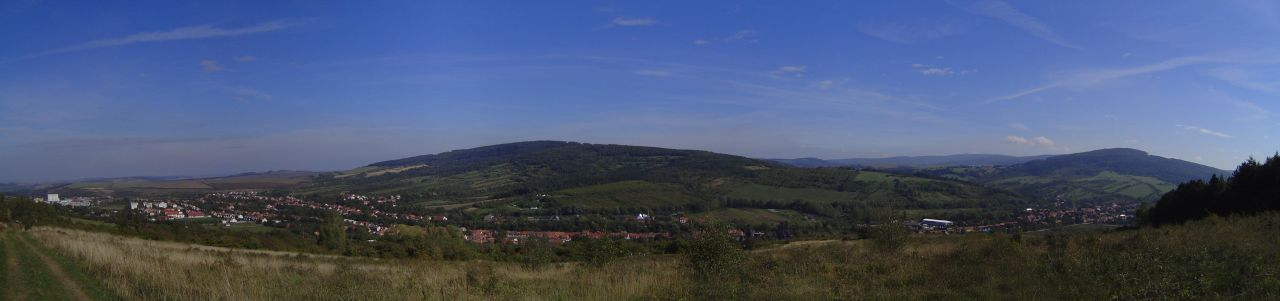
Velká nad Veličkou